# Edward Okuń
Edward Okuń, né le 21 septembre 1872 à Varsovie et mort le 17 janvier 1945 à Skiemiewice, est un artiste peintre et graveur polonais, qui marqua à ses débuts l'Art nouveau et qui vécut longtemps à Rome.

## Biographie
Edward Okuń est né le 21 septembre 1872 à Wólka Zerzeńska, près de Varsovie (alors dans l'Empire russe), dans un milieu aristocratique, lié à la famille Belina. Orphelin très jeune, il grandit auprès de ses grands-parents maternels. À sa majorité, il hérite d'une fortune importante et décide de prendre des leçons de dessin. En 1890-1891, il intègre à Varsovie la classe de Wojciech Gerson, puis les années suivantes, celles d'Izydor Jabłoński et Jan Matejko, à l'académie des beaux-arts de Cracovie. Il poursuit ses études à Munich et Paris. En 1896, il participe à une course cycliste en Pologne. En 1897, il part en Hongrie et devient membre de la colonie d'artistes fondée par Simon Hollósy. En 1898, il s'établit à Rome où il vit durant vingt ans, visitant toute l'Italie. Il fréquente la communauté polonaise romaine et est le cofondateur de la loge franc-maçonne « Polonia ». En 1921, il revient en Pologne définitivement et devient professeur à l'académie des beaux-arts de Varsovie de 1925 à 1930,.
Le 16 décembre 1922, durant l'inauguration du salon d'art polonais au Zachęta, il est le témoin de l'assassinat de président Gabriel Narutowicz. En 1939, il est à Varsovie et se retrouve pris dans les tumultes de la Seconde Guerre mondiale. Réfugié à Skierniewice, il y trouve la mort d'une balle perdue le 17 janvier 1945. Il est inhumé au cimetière de Powązki.
Imprégné par l'esprit Jeune Pologne, peintre portraitiste et de paysages fortement marqué par le symbolisme et le sacré, Okuń fut également aquafortiste et illustrateur. Parmi ses collaborations, on compte les magazines Jugend, Chimera (Varsovie, 1901-1907), Furnica (Bucarest).